# Britain's Next Top Model (quarta edizione)
La quarta stagione di "Britain's Next Top Model" è andata in onda sul canale "SKY Living" dal 21 aprile al 7 luglio 2008, ancora una volta sotto la conduzione di Lisa Snowdon, la quale era anche membro della giuria insieme a due volti nuovi: il fotografo islandese Huggy Ragnarsson e l'esperto di moda Gerry DeVeaux, che hanno sostituito i precedenti giurati Paula Hamilton e Jonathan Phang.
In questa edizione hanno gareggiato 14 concorrenti provenienti da tutta il Regno Unito e la destinazione internazionale è stata Città del Capo, in Sudafrica; la vincitrice, la diciottenne Alex Evans di Cranleigh, Inghilterra, ha portato a casa un contratto con l'agenzia "Models 1", una campagna pubblicitaria per la "Revlon Cosmetics" e un servizio con copertina per la rivista "Company Magazine".
La seconda classificata, Catherine Thomas, ha partecipato, a inizio 2012, alla diciottesima stagione di "America's Next Top Model" insieme ad altre sei concorrenti britanniche, classificandosi sesta.

## Concorrenti
(L'età si riferisce al tempo della messa in onda del programma)
| Concorrente              | Età | Altezza | Provenienza              | Posizionamento |
| ------------------------ | --- | ------- | ------------------------ | -------------- |
| Sophie Roberts           | 18  | 173 cm  | King's Lynn, Inghilterra | 14.            |
| Musayeroh Barrie         | 20  | 175 cm  | Londra, Inghilterra      | 13.            |
| Louise Heywood           | 20  | 170 cm  | Rochdale, Inghilterra    | 12.            |
| Lauren Donaldson-Stanley | 18  | 175 cm  | Portsmouth, Inghilterra  | 11.            |
| Lindsey "Lynzi" Arnott   | 24  | 178 cm  | Aldershot, Inghilterra   | 10.            |
| Lisa-Jane "Lisa" Fowler  | 22  | 172 cm  | Potters Bar, Inghilterra | 9.             |
| Martha Braddell          | 18  | 185 cm  | Oxford, Inghilterra      | 8./7.          |
| Leanne Nagle             | 18  | 175 cm  | Colchester, Inghilterra  | 8./7.          |
| Aaron Hunt               | 18  | 175 cm  | Nottingham, Inghilterra  | 6.             |
| Charlotte Denton         | 20  | 174 cm  | Liverpool, Inghilterra   | 5.             |
| Rachael Cairns           | 19  | 175 cm  | Leeds, Inghilterra       | 4.             |
| Stefanie Wilson          | 22  | 170 cm  | Londra, Inghilterra      | 3.             |
| Catherine Thomas         | 18  | 175 cm  | Folkestone, Inghilterra  | 2.             |
| Alexandra "Alex" Evans   | 18  | 172 cm  | Cranleigh, Inghilterra   | Vincitrice     |

### Ordine di chiamata
| Order | Episodi   | Episodi   | Episodi   | Episodi   | Episodi   | Episodi   | Episodi   | Episodi   | Episodi   | Episodi   | Episodi   | Episodi   | Episodi   |
| Order | 1         | 2         | 3         | 4         | 5         | 6         | 7         | 8         | 9         | 10        | 11        | 12        | 12        |
| ----- | --------- | --------- | --------- | --------- | --------- | --------- | --------- | --------- | --------- | --------- | --------- | --------- | --------- |
| 1     | Rachael   | Lisa      | Rachael   | Charlotte | Stefanie  | Leanne    | Catherine | Stefanie  | Alex      | Rachael   | Alex      | Alex      | Alex      |
| 2     | Lisa      | Stefanie  | Martha    | Aaron     | Martha    | Alex      | Alex      | Catherine | Catherine | Stefanie  | Catherine | Catherine | Catherine |
| 3     | Catherine | Rachael   | Lisa      | Martha    | Charlotte | Stefanie  | Stefanie  | Rachael   | Rachael   | Alex      | Stefanie  | Stefanie  |           |
| 4     | Alex      | Lauren    | Alex      | Catherine | Aaron     | Aaron     | Charlotte | Alex      | Stefanie  | Catherine | Rachael   |           |           |
| 5     | Louise    | Aaron     | Leanne    | Alex      | Rachael   | Catherine | Aaron     | Charlotte | Charlotte |           |           |           |           |
| 6     | Lauren    | Charlotte | Charlotte | Rachael   | Catherine | Rachael   | Rachael   | Aaron     |           |           |           |           |           |
| 7     | Leanne    | Lynzi     | Aaron     | Leanne    | Leanne    | Martha    | Leanne    |           |           |           |           |           |           |
| 8     | Stefanie  | Louise    | Catherine | Stefanie  | Alex      | Charlotte | Martha    |           |           |           |           |           |           |
| 9     | Charlotte | Catherine | Lynzi     | Lynzi     | Lisa      | Lisa      |           |           |           |           |           |           |           |
| 10    | Lynzi     | Leanne    | Stefanie  | Lisa      | Lynzi     |           |           |           |           |           |           |           |           |
| 11    | Martha    | Martha    | Lauren    | Lauren    |           |           |           |           |           |           |           |           |           |
| 12    | Musayeroh | Alex      | Louise    |           |           |           |           |           |           |           |           |           |           |
| 13    | Aaron     | Musayeroh |           |           |           |           |           |           |           |           |           |           |           |
| 14    | Sophie    |           |           |           |           |           |           |           |           |           |           |           |           |

- Nel settimo episodio, Leanne e Martha sono al ballottaggio per eliminazione ed entrambe vengono eliminate
- Nel decimo episodio, Alex e Catherine sono al ballottaggio per l'eliminazione, ma entrambe vengono salvate

     La concorrente è stata eliminata
     La concorrente è parte di una non-eliminazione
     La concorrente ha vinto il concorso

### Servizi
- Episodio 1: In topless in coppia
- Episodio 2: Ragazze notturne
- Episodio 3: Moda animalista
- Episodio 4: In posa con auto d'epoca
- Episodio 5: I dieci comandamenti della moda
- Episodio 6: Copertina per cd dei "Fierce Angel"
- Episodio 7: Pubblicità QVC; regine del XVIII secolo
- Episodio 8: Manichini
- Episodio 9: Sport olimpici
- Episodio 10: Copertina "Company Magazine; Beauty shots per Max Factor
- Episodio 11: Guerriere africane
- Episodio 12: Safari

### Giudici
- Lisa Snowdon
- Huggy Ragnarsson
- Gerry DeVeaux